# دریاچه غرب
دریاچه غرب یا شیهو (به انگلیسی: West Lake) دریاچه آب شیرین واقع در مرکز تاریخی هانگزو، مرکز استان ژجیانگ در شرق چین است.این دریاچه شامل معابد، باغ‌ها، و جزیره مصنوعی است و به عنوان مکانی فرهنگی شناخته می‌شود.دریاچه غرب برای زیبایی‌های طبیعی و آثار تاریخیش شاعران و نقاشان زیادی را تحت تأثیر قرار داده‌است و از جمله مهم‌ترین منابع الهام بخش برای طراحان باغ چینی بوده‌است و بازتاب دهنده پیوند ایده‌آل بین انسان و طبیعت است.این مکان فرهنگی در سال ۲۰۱۱ در میراث جهانی یونسکو به ثبت رسید.

## نگارخانه

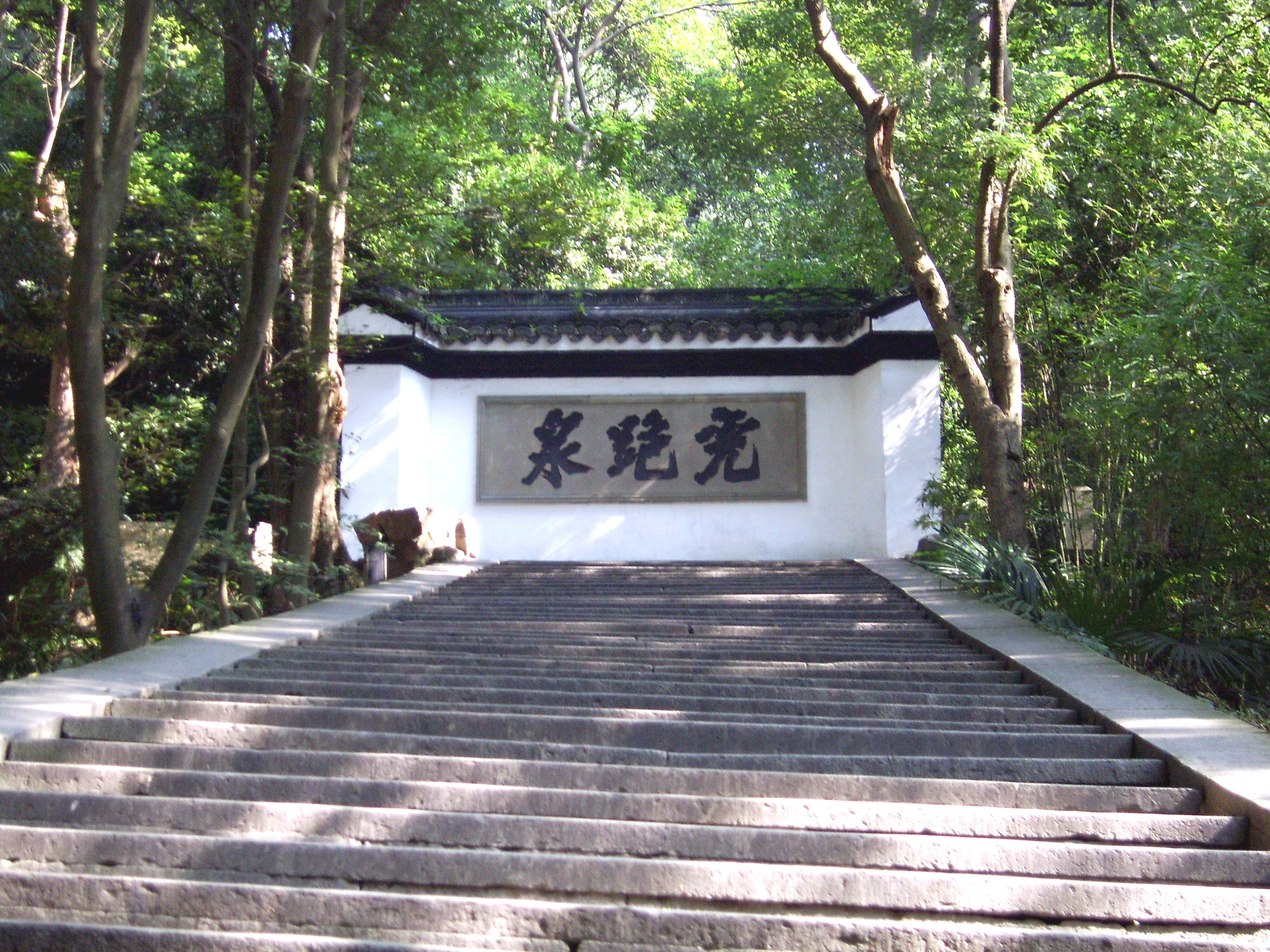
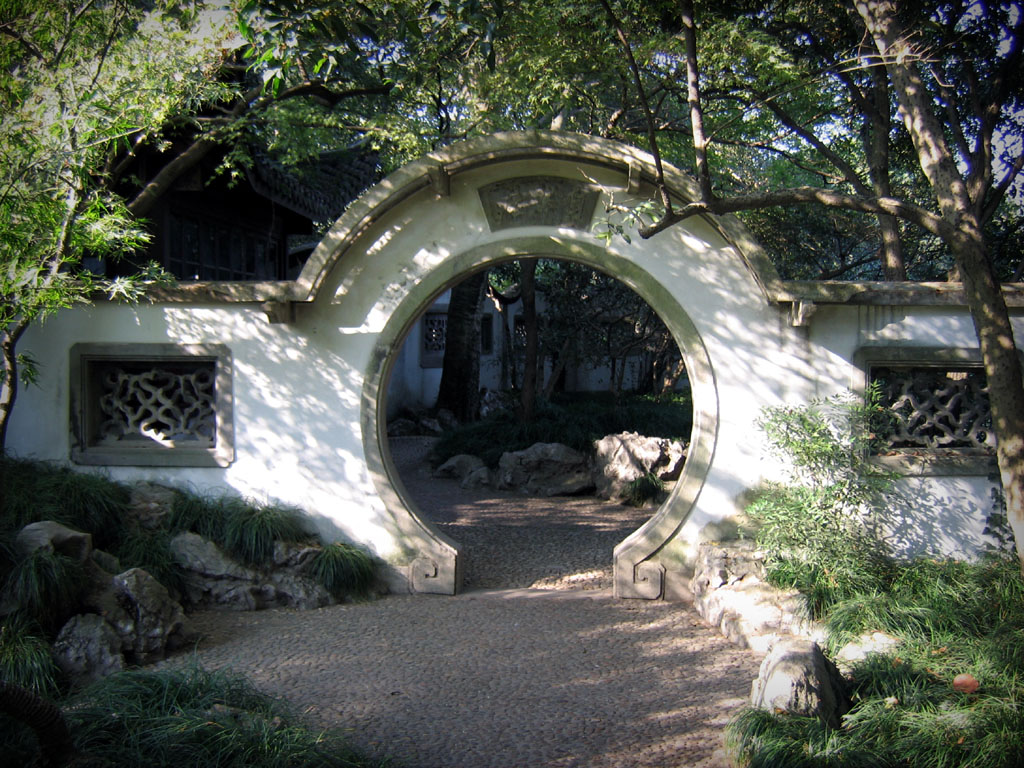
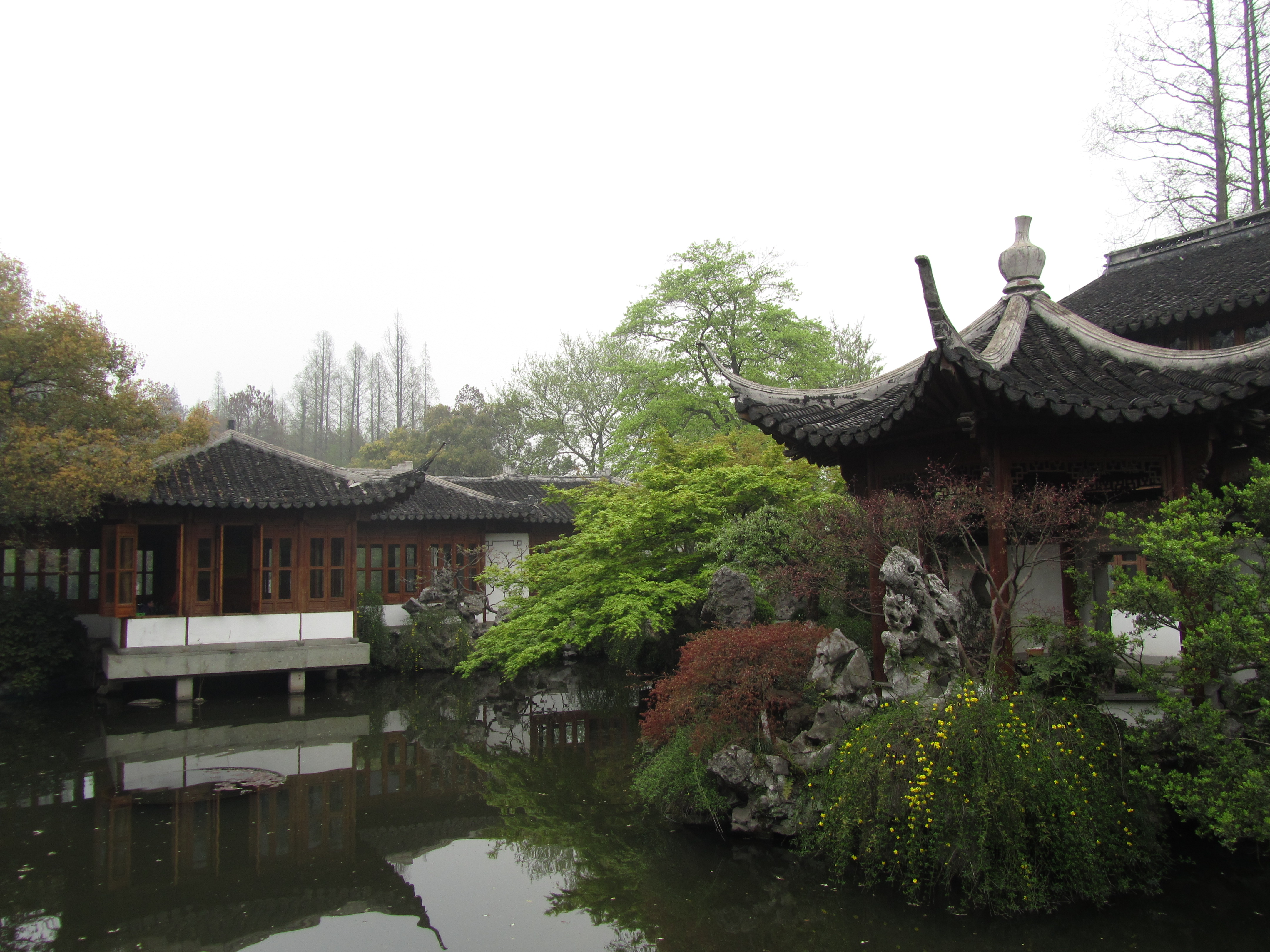
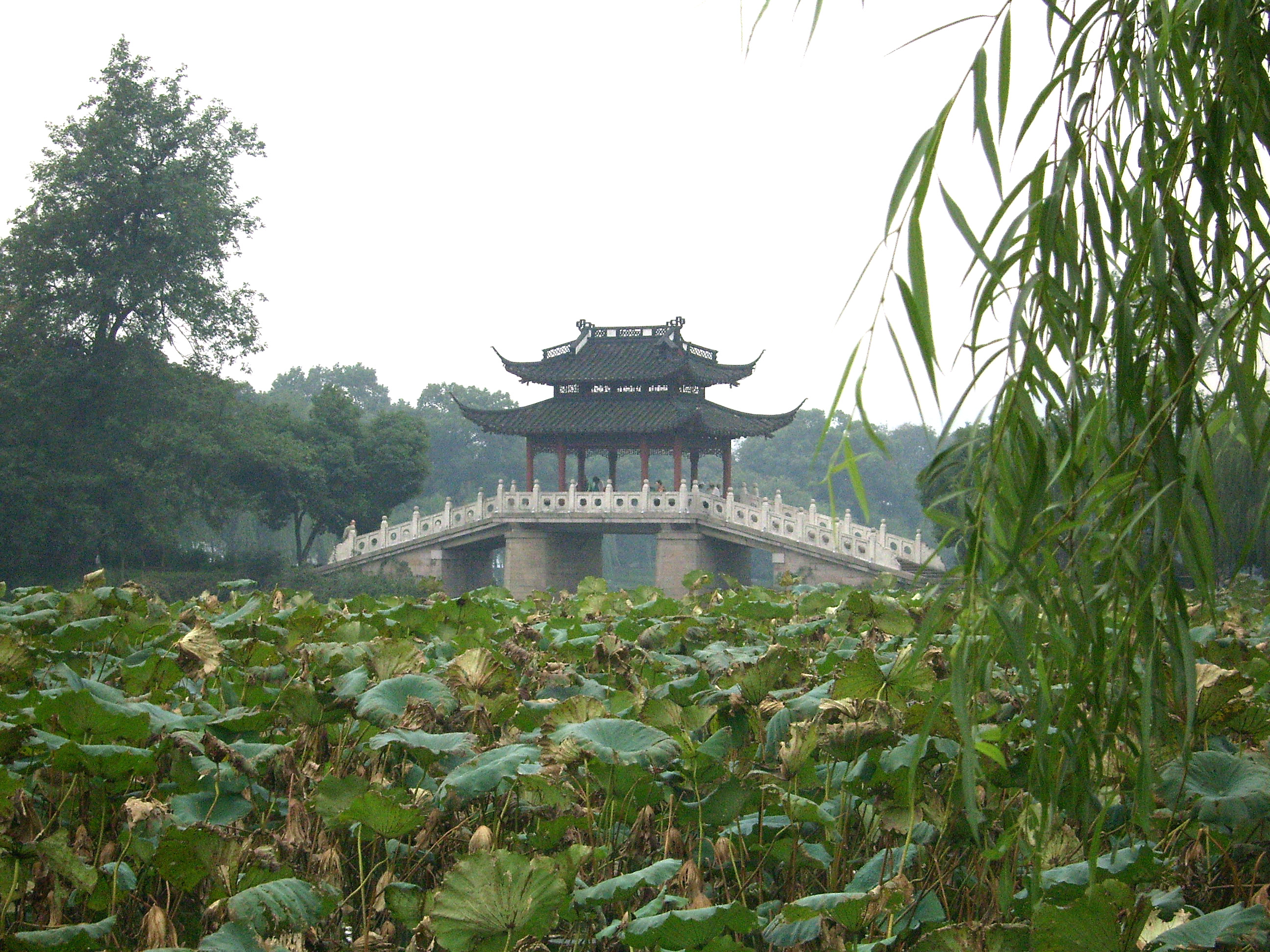
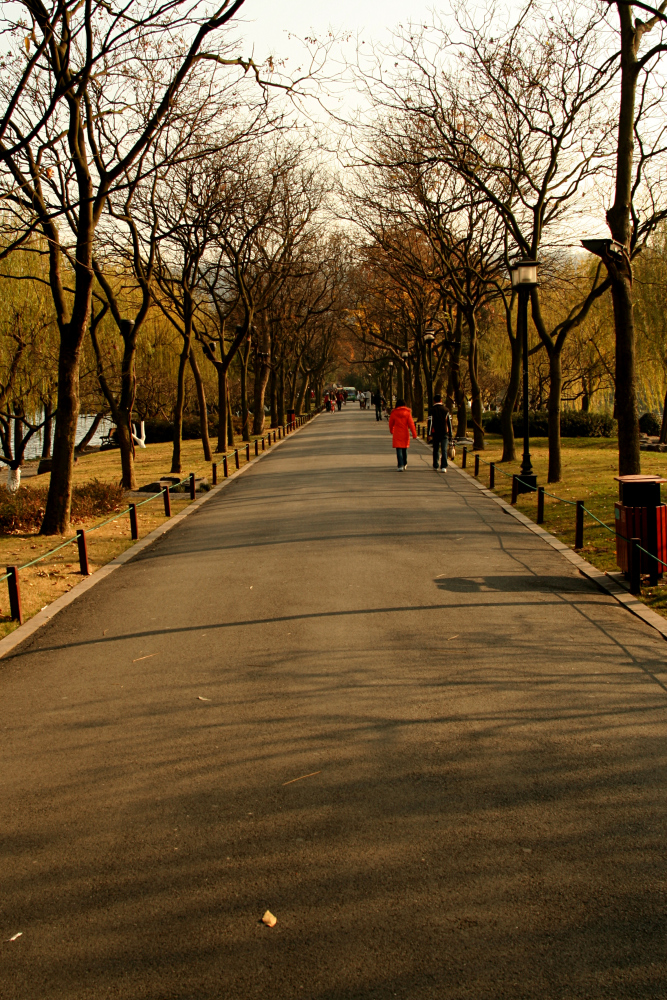